# Чаплинка (река)
Чаплинка (укр. Чаплинка) — левый приток нового русла Орели, протекающий по Новомосковскому и Днепровскому районах (Днепропетровская область, Украина).

## География
Длина — н/д км. Площадь бассейна — н/д км². Скорость течения — 0,1. Русло реки (отметки уреза воды) в верхнем течении (пруд, восточнее села Водяное) находится на высоте 110,6 м над уровнем моря, в среднем (село Шевченковка) — 75,8, в нижнем (пойменное озеро в Петриковке) — 59,9.
Русло средне-извилистое, создан каскад прудов. В нижнем течении русло сильно-извилистое (меандрированное), шириной 28 м и глубиной 2 м (дно каменистое), в приустьевой части соответственно 15 и 1,4 (дно песчаное). Русло реки и пруды зарастают прибрежно-водной растительностью. Пойма частично заболоченными участками, древесными насаждениями. 
Река сильно заросла прибрежно-водной растительностью, заилилась, летом пересыхает. В 2019 году было расчищено русло реки длиной 5 км в сёлах Хуторское и Малая Петриковка. Планировалось расчистить русло общей длиной 15 км.
Берёт начало с озера в селе Новопетровка. Река течёт на юго-запад, в нижнем течении — на восток, в приустьевой части — делает крутой поворот на юго-восток. Южнее села Клешнёвка впадает в новое искусственное русло реки Орель, построенное в 1967 году. До строительства нового русла реки Орель, Чаплинка была левым притоком реки Протовча.
В междуречье Чаплинки и Прядовки в 1982 году построена Царичанская оросительная система.
Притоки (от истока к устью): безымянные ручьи и балки
Населённые пункты на реке (от истока к устью):
1. Новопетровка
2. пгт Магдалиновка
3. Шевченковка
4. Першотравенка
5. Чаплинка
6. Хуторское
7. Малая Петриковка (до 2016 — Червонопартизанское)
8. пгт Петриковка
9. Ивановка (до 1993 — Колгоспное)
10. Клешнёвка (на карте 1989 года обозначено как Колгоспное)